# أميكلاس من أسبرطة
في الميثولوجيا الإغريقية، أميكلاس (باليونانية القديمة: Ἀμύκλας) كان ملك أسبرطة، والده كان لاسيديمون وأمه هي الملكة أسبرطة. كان زوج ديوميد والد الأمير هياكينث والملك سينورتاس. وفقاً لبوسانياس كان أميكلاس أيضاً والد الملكة لوداميا أو لينيرا، زوجة أركاس.